# TT310
La tombe thébaine TT 310 est située à Deir el-Bahari, dans la nécropole thébaine, située sur la rive ouest du Nil en face de Louxor.
La tombe est le lieu d'une personne dont on ne connaît pas le nom, qui était chancelier du roi de Basse-Égypte sous la XIe dynastie. 